# Ritmo idioventricular
Um ritmo idioventricular é um ritmo cardíaco caracterizado por uma frequência menor que 50 batimentos por minuto (bpm), ausência de ondas P e alargamento do complexo QRS. Nos casos em que a frequência cardíaca está entre 50 e 110 bpm, é conhecido como ritmo idioventricular acelerado e taquicardia ventricular se a frequência for superior a 120 bpm. As causas dos ritmos idioventriculares são variadas e podem incluir drogas ou um defeito cardíaco no nascimento. Geralmente é benigno e não apresenta risco de vida.